# Kukicha

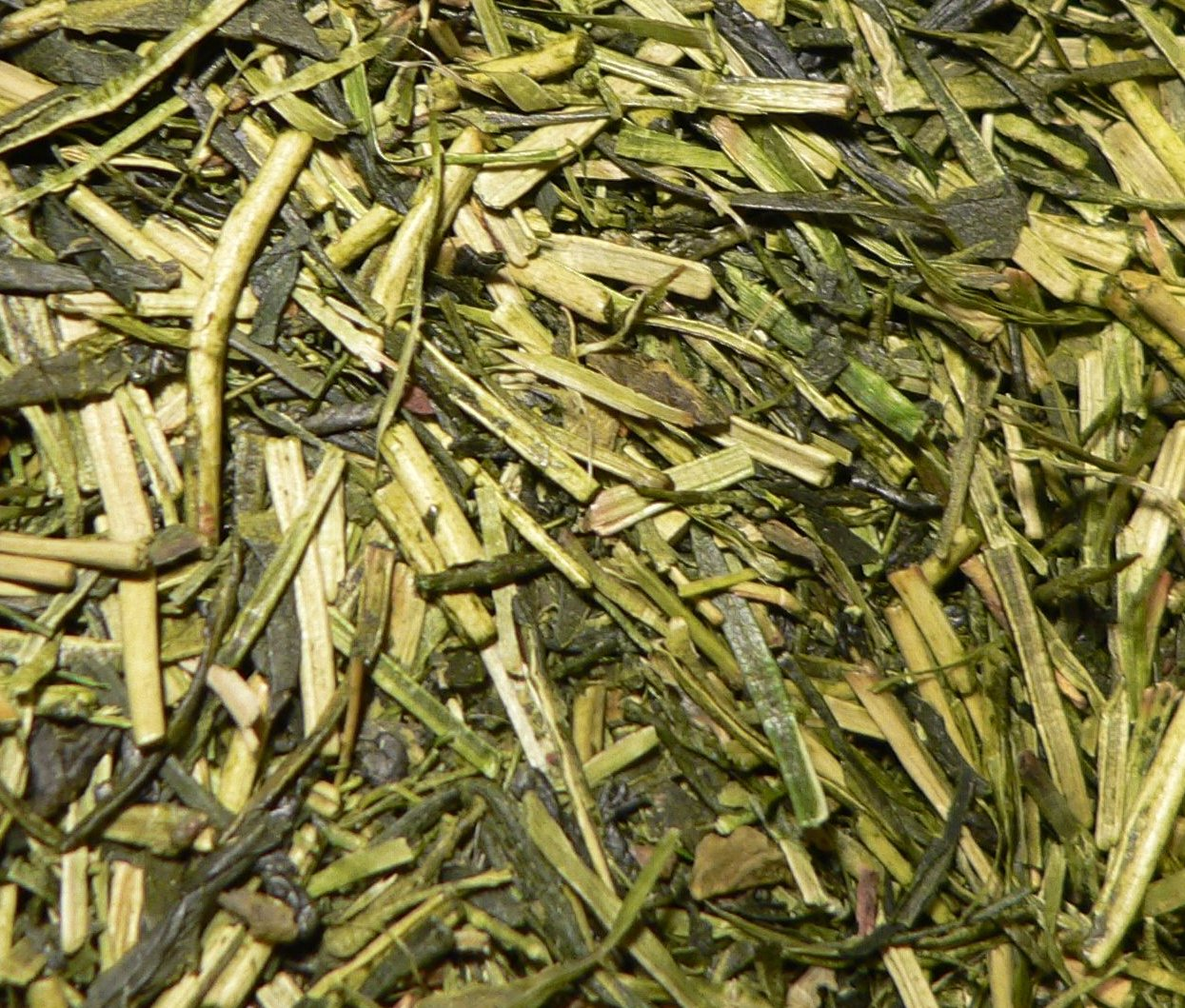
kukicha

Il kukicha (茎茶) è un tipo di tè verde, proveniente dal Giappone.
Si ottiene con la raccolta e la successiva essiccazione dei rametti di tre anni che sono pressoché privi di teina. Presenta una combinazione insolita di foglie verdi e piccoli rametti. È proprio l'unione tra i due componenti che produce il gusto unico del tè kukicha, una sorta di mix tra il sapore prettamente erboso del tè verde e il gusto dolce delle castagne. Il tè kukicha contiene solo un decimo della teina del classico tè verde.
La pianta da cui si ottiene questo tè è la Camellia sinensis. Per prepararlo si aggiunge un cucchiaino di rametti per ogni tazza di acqua calda.